# Altreichsflagge
Der Wehrverband Altreichsflagge (ARF) war eine in Nürnberg von Willy Liebel gegründete rechtsextreme paramilitärische Vereinigung. Die Gründung erfolgte als Abspaltung vom Wehrverband Reichsflagge ab November 1923 bis Januar 1924. Auslösend dafür waren mutmaßlich Konflikte gewesen, die der Führer der „Reichsflagge“ Adolf Heiß mit einigen jüngeren Mitgliedern der Organisation gehabt hatte.
Der räumliche Schwerpunkt des Verbandes lag vor allem in Nürnberg und seinem fränkischen und oberpfälzischen Umland. In Nürnberg hatte die ARF im März 1924 etwa 1.400 Mitglieder, davon etwa 500 frühere Mitglieder des Wehrverbandes „Reichsflagge“.